# Ivar Kreuger
 (décembre 2019).
Si vous disposez d'ouvrages ou d'articles de référence ou si vous connaissez des sites web de qualité traitant du thème abordé ici, merci de compléter l'article en donnant les références utiles à sa vérifiabilité et en les liant à la section « Notes et références ».
Ivar Kreuger (2 mars 1880 à Kalmar en Suède - 12 mars 1932 à Paris) est un homme d'affaires suédois. C'est l'un des industriels européens les plus influents de l'entre-deux-guerres, grâce à ses activités de production d'allumettes. Il est connu comme le « roi des allumettes », ayant réussi à obtenir un monopole sur ce produit.

## Biographie

### Les débuts

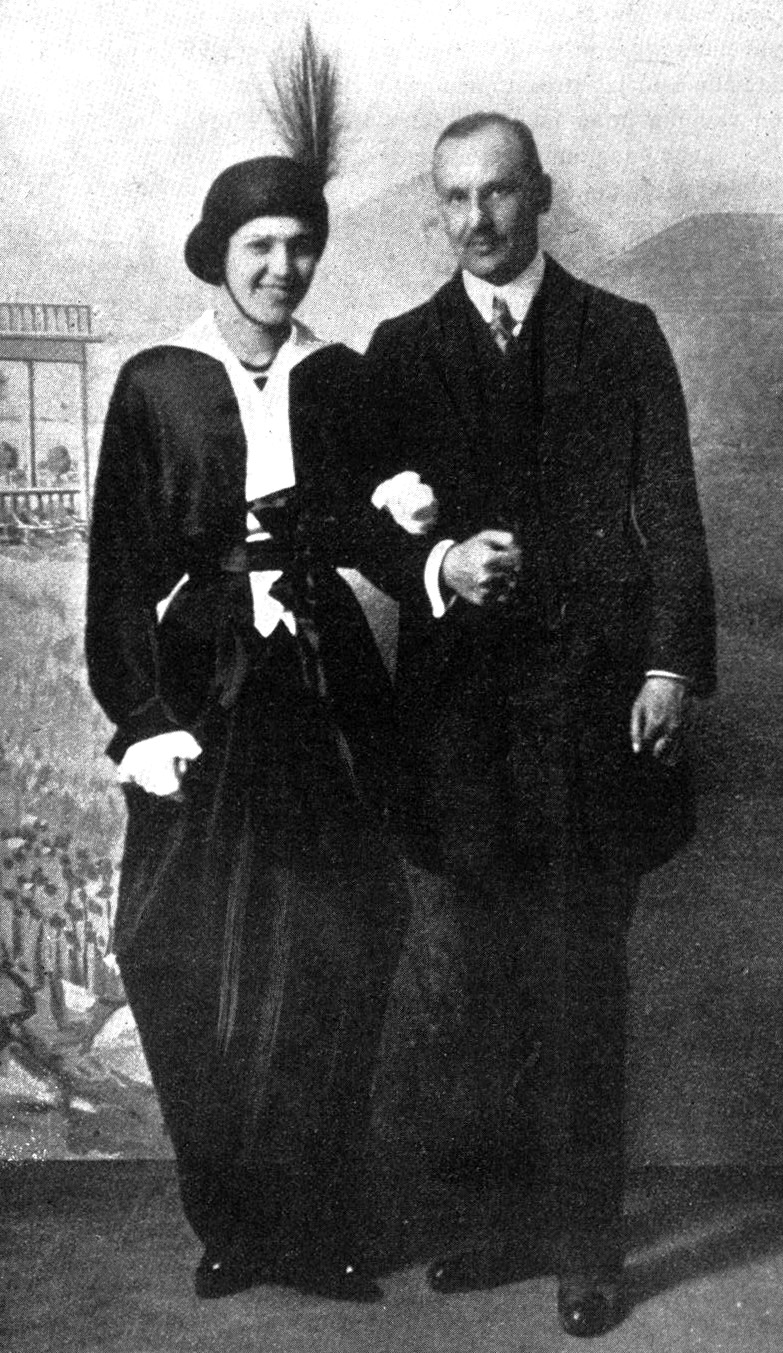
Kreuger et sa femme en 1914.

Fils aîné du banquier, industriel et consul de Russie Ernst August Kreuger et de son épouse Jenny, Ivar est un excellent élève qui saute deux classes avant de poursuivre ses études à l'institut royal de technologie à Stockholm, où il obtient à 20 ans deux diplômes d'ingénieur civil et de mécanique.
Il passe alors sept années à voyager, exerçant le métier d'ingénieur dans plusieurs pays, dont le Mexique, l'Afrique du Sud et les États-Unis, où il découvre l'emploi du béton armé dans la construction. De retour en Suède, il fonde en 1908 l'entreprise de BTP Kreuger & Toll avec son camarade d'études Paul Toll. Ils rencontrent un grand succès avec des contrats prestigieux pour la construction notamment du stade olympique de Stockholm ou du grand magasin Nordiska Kompaniet.

### L'empire Kreuger
En 1917, Kreuger fonde Svenska Tändsticks AB (maintenant Swedish Match) qui, par l'acquisition de monopoles nationaux, devient le plus important producteur d'allumettes au monde, avec près des deux tiers du marché européen. À l'époque où l'Europe souffre des conséquences de la Grande Dépression, les entreprises de Kreuger accordent des prêts à différents gouvernements européens en échange d'un monopole sur les allumettes dans tout le pays. Un prêt de 28 millions de dollars à la Roumanie n'a été remboursé qu'en 2002.
Outre la production d'allumettes, Kreuger étend son influence sur une grande part de l'industrie forestière du Nord de la Suède et cherche à prendre les rênes d'un cartel de la cellulose. En 1919, il prend le contrôle de la Svensk Filmindustri.
Après avoir fondé la compagnie de pâte à papier SCA en 1929, Kreuger acquiert une participation majoritaire dans la compagnie de téléphone Ericsson et l'exploitant minier Boliden, ainsi qu'une participation minoritaire importante dans le fabricant de roulements mécaniques SKF, la banque Skandinaviska Kreditaktiebolaget et bien d'autres compagnies.
Dans les années 1920, il dirige en Suisse les capitaux qu'il a levés aux États-Unis puis les dirigent au Liechtenstein sur les conseils de son frère Torsten Kreuger qui connaît bien le ministre des Finances de la principauté, contribuant ainsi au développement de ce nouveau paradis fiscal.
Il prend également le contrôle d'entreprises étrangères, dont Deutsche Unionsbank en Allemagne, et la Banque de Suède et de Paris. En 1931, il contrôle environ 200 entreprises. Toutefois, le krach boursier de 1929 est un facteur majeur dans la crise de liquidité qui sera fatale à Kreuger et à son empire.
À son apogée, la fortune de Kreuger a été estimée à 30 milliards de couronnes suédoises, soit l'équivalent de 8 milliards de dollars américains de l'époque, ce qui en fait l'une des plus grandes fortunes de son temps.

### Le krach
À partir de 1931, des rumeurs sur la mauvaise santé financière de Kreuger & Toll et d'autres compagnies de l'empire de Kreuger commencent à courir. Kreuger & Toll, dont l'action est très demandée à Wall Street, est mise en faillite en 1932, et des liquidités déclarées de l'ordre de 250 millions de dollars se révèlent inexistantes.
Le 12 mars 1932, Ivar Kreuger est trouvé mort sur son lit dans son appartement à Paris, au 5, avenue Victor-Emmanuel III. Les indices laissent penser qu'il s'est suicidé à l'aide d'une arme à feu, mais des rumeurs ou théories du complot suggéreront plus tard que Kreuger a été assassiné. Néanmoins, sa mort précipite la chute de son empire, ce qui touche durement ses entreprises et les investisseurs.
Peu avant le krach, Kreuger a émis des milliers d'obligations qui ont été très populaires en Suède. De nombreux ménages y ont investi leurs économies et ont perdu toute une vie d'économies lors de la faillite de l'empire Kreuger.
Ivar Kreuger repose au cimetière de Norra begravningsplatsen à Stockholm.

### Restes d'empire
Les grands investisseurs et fournisseurs, en dehors des actionnaires, ont récupéré un total de 43 % de leurs actifs. Les banques liées au groupe de sociétés de la famille Wallenberg, le groupe de sociétés dirigé par la famille Stenbeck et le groupe Handelsbanken ont repris la plupart des sociétés de l'empire Kreuger. Swedish Match s'est rétablie peu après le krach, tout comme la plupart des sociétés industrielles de l'empire Kreuger. Swedish Match a reçu un important prêt garanti par le gouvernement qui a été entièrement remboursé après plusieurs années. La holding américaine n'a cependant pas survécu. La liquidation a duré neuf ans et s'est finalement terminée en 1941.

## Dans la fiction
Ivar Kreuger a inspiré différentes œuvres de fictions, dont la pièce de Ayn Rand Night of January 16th (La Nuit du 16 janvier) qui a un grand succès à Broadway en 1935, ainsi que le film The Match King mis en scène en 1933 par William Keighley, et interprété par Warren William et Lili Damita.
Le roman publié en 1930 de l'écrivain soviétique Ilya Ehrenbourg, Front unique, présente également un personnage central, Sven Olson, dit « le roi des allumettes », qui est inspiré d'Ivar Kreuger.
En 1967, Jan Bergquist et Hans Bendrik écrivent la pièce Les Affaires mirobolantes d'Ivar Kreuger (Ivar Kreugers svindlande affärer, éditée en 1970 par Askild & Kärnekull) créée au théâtre de la Ville de Stockholm en 1969 dans une mise en scène des auteurs. Une traduction en français, de Jacques Robnard, est créée en mai 2011 au théâtre Saint-Gervais, à Genève, dans une mise en scène d'Eric Salama.

## Distinctions
- Commandeur 1re classe de l'ordre de Vasa
- Grand officier de la Légion d'honneur